# Cléa (comics)
Pour les articles homonymes, voir Cléa.
Cléa (« Clea » en VO) est une super-héroïne évoluant dans l'univers Marvel de la maison d'édition Marvel Comics. Créé par le scénariste Stan Lee et le dessinateur Steve Ditko, le personnage de fiction apparaît pour la première fois dans le comic book Strange Tales #126 en novembre 1964.
Personnage proche du Docteur Strange, Cléa a fait partie de l'équipe des Défenseurs.

## Biographie du personnage
Fille d'Umar et nièce de Dormammu, la pure Cléa affronte le Docteur Strange, sans que ce dernier connaisse son identité.
Umar prend le contrôle de la Dimension Noire et prend Cléa en otage pour y attirer son ennemi, Stephen Strange. Finalement, Cléa est libérée et elle retrouva Strange sur Terre.
Elle fait ensuite partie des Défenseurs.
Cléa est la sorcière suprême de la dimension noire. À la suite de la mort du Docteur Strange (dans l'arc Death of Doctor Strange), elle devient également la nouvelle sorcière suprême de la Terre.
En 2000, Cléa apparaît dans la mini-série Witches, avec Topaze, Jennifer Kale et Satanna. Elle apparaît à nouveau en 2022 dans la première scène post-générique du film Doctor Strange in the Multiverse of Madness.

## Pouvoirs et capacités
Cléa est une hybride mystique. Entraînée par le Docteur Strange, c'est une sorcière de bon niveau.
- Elle peut naturellement flotter dans les airs.
- On l'a aussi vu communiquer mentalement, projeter sa forme astrale, modifier les souvenirs, détecter les auras et les mensonges, se rendre invisible aux détections spirituelles, créer des vêtements ou transformer la matière, se téléporter, lancer des sorts de charme, etc.

## Versions alternatives
Le personnage de Cléa a eu des adaptations dans les univers alternatifs suivant Marvel 1602, Earth X, Ultimate Marvel et Marvel Apes.

## Apparitions dans d'autres médias
Sauf indication contraire, les informations mentionnées dans cette section peuvent être confirmées par la base de données cinématographiques IMDb,  présente dans la section « Liens externes ».

### Films
- Dans le téléfilm Docteur Strange le rôle de Cléa est joué par Anne-Marie Martin (en).
- Dans le film d'animation Doctor Strange: The Sorcerer Supreme, Cléa est citée par Wong comme étant une sorcière avec un grand potentiel.
- Charlize Theron incarne Cléa dans le Marvel Cinematic Universe. Son personnage est introduit dans la scène post-générique de Doctor Strange in the Multiverse of Madness[2].

### Jeux vidéo
- Marvel: Ultimate Alliance : Marabina Jaimes (voix)
- Lego Marvel's Avengers (dans le DLC Docteur Strange)